# 1910년
1910년은 토요일로 시작하는 평년이다.

## 연호
- 대한제국(大韓帝國) 융희(隆熙) 4년
- 청(淸) 선통(宣統) 2년
- 일본(日本) 메이지(明治) 43년
- 응우옌 왕조(阮朝) 주이떤(維新) 4년

## 기년
- 대한제국(大韓帝國) 순종(純宗) 4년
- 청(淸) 선통제(宣統帝) 2년
- 응우옌 왕조(阮朝) 유신제(維新帝) 4년

## 사건
- 1월 15일 - 영국 상원이 데이비드 로이드 조지의 예산안을 거부하면서 총선 치러지다. 자유당이 연립여당을 유지했지만 의석이 감소하다.
- 1월 중 - 그리스 왕국에서 군대가 국왕과 의회를 겁박해 개헌하다.
- 1월 18일 - 프랑스에서 파리 대홍수가 발생하다.
- 2월 1일 - 1910년 핀란드 의회선거 시작되다.
- 2월 7일 - 벨기에, 영국, 독일이 각자의 식민지인 콩고, 우간다, 동아프리카 사이의 국경을 강화하다.
- 2월 20일 - 최초의 이집트인 이집트 총리 부트로스 갈리 암살되다.
- 3월 10일 - 중국에서 상나라 이래 3천년 만에 노예제가 폐지되다.
- 3월 27일 - 제2차 핀란드의 러시아화 정책. 니콜라이 2세가 핀란드는 러시아 법을 따라야 한다는 칙령을 발표하다.
- 4월 27일 - 벨기에 의회에서 사회주의자들이 발의한 보통평등선거권 법안이 72대 58로 부결되다.
- 5월 6일 - 영국 국왕 에드워드 7세 죽고 아들 조지 5세가 즉위하다.
- 5월 18일 - 지구가 헬리 혜성의 꼬리를 통과하다.
- 5월 26일 - 핀란드 의회, 니콜라이 2세에게 핀란드 헌법을 준수할 것을 촉구하는 탄원서를 보내다.
- 5월 31일 - 남아프리카 연방이 건국되었다.
- 6월 10일 - 제2차 핀란드의 러시아화 정책. 러시아 두마에서 입법권을 핀란드 전역으로 확대하는 것을 결의하다. 러시아 극우 정치인 블라디미르 푸리시케비치는 “핀란드가 끝났다(Finis Finlandiae)!”고 소리치다.
- 6월 24일 - 한일약정각서 강제 체결.
- 7월 2일 - 프랑스에서 공개처형에 반대하는 시위 일어나다.
- 7월 4일 - 흑인 권투선수 잭 존슨이 헤비급 매치에서 제임스 제프리스에게 승리하면서 미국에 폭동 일어나다.
- 7월 12일 - 핀란드 미켈리주에 운석 떨어지다.
- 8월 20일 - 미국 서북부에서 거대한 산불 일어나다.
- 8월 22일 - 한일 병합 조약이 체결되었다.
- 8월 29일 -한일 병합 조약이 발표되며 대한제국이라는 국호를 폐지하고 조선으로 개칭하였다. 일본 제국의 특허권, 상표법, 저작권법 등이 조선에서도 시행되었다.
- 9월 1일 - 교황청에서 모든 사제들에게 모더니즘 반대선서를 명령하다.
- 9월 12일 - 통감부 보안법에 의거, 일진회 등 각 단체의 해산명령이 내려졌다.
- 9월 14일 - 조선총독부 경무총감부가 제호에 '대한'(大韓)이라고 된 서적을 몰수하였다.
- 9월 30일 - 조선총독부가 임시토지조사국관제를 공포하면서 일제에 의한 조선 토지 조사 사업이 시작되었다.
- 10월 1일 - 조선총독부 초대 총독으로 데라우치 마사타케가 임명되었다.
- 10월 5일 - 포르투갈 왕국 붕괴하고 포르투갈 제1공화국 성립하다. 국왕 마누엘 2세는 영국으로 망명하다(1910년 10월 5일 혁명).
- 10월 7일 - 핀란드 의회의장 페르 에빈드 스빈후부드가 핀란드 의회는 핀란드 헌법을 위반할 수 없다고 선언하자 니콜라이 2세가 핀란드 의회를 해산하다.
- 11월 20일 - 멕시코 혁명. 프란시스코 마데로가 대립대통령을 선언하고 포르피리오 디아스 대통령 정권 타도를 주장하다.
- 11월 23일 - 스웨덴에서 마지막으로 단두대가 사용되다.
- 12월 29일 - 회사령(회사 설립 허가제)이 공포되었다.

## 문화
- 2월 28일 - 비푸리에서 핀란드 최초의 자동차 경주 대회가 열리다.
- 3월 5일 - 헬싱키에서 악셀리 갈렌칼렐라의 아프리카 그림 전시회 열리다.
- 3월 18일 - 최초의 공포영화 《프랑켄슈타인》이 초연였하다.
- 3월 19일 - 핀란드 도서관협회 발족하다.
- 3월 21일 - 해리 하우드니가 호주 비행일주를 성공.
- 3월 26일 - 노르웨이 미식축구팀 Bærum SK가 창단.
- 3월 30일 - 미국 미시시피주에 남부 미시시피 대학이 설립.
- 4월 21일 - 셀림 팔른그렌의 오페라 《다니엘 효르트》가 투르쿠에서 초연하다.
- 5월 27일 - 밀라노 말펜사 공항 개항.
- 6월 13일 - 독일의 항공 선구자 오스카르 어브슐뢰흐가 첫 비행선 비행을 하다.
- 6월 25일 - 이고르 스트라빈스키의 《불새》가 파리 오페라에서 초연였하다.
- 8월 28일 - 몬테네그로 공국이 칭왕하다(몬테네그로 왕국).
- 8월 30일 - 《대한매일신보》가 《매일신보》로 개명, 총독부 기관지가 되었다.
- 9월 11일 - 요엔수 - 리엑사 연결노선이 개통하다.
- 9월 25일 - 부산에 상수도가 개통되었다.
- 10월 15일 - 인천에 상수도가 개통되었다.
- 10월 31일 - 경원선 철도가 착공되었다.
- 11월 1일 - 한성고등학교와 한성여학교가 총독부립 경성 일본인 학교로 바뀌면서, 각각 경성고등보통학교, 경성고등여학교로 교명이 변경되었다.
- 11월 16일 - 당인리발전소가 준공되었다.
- 11월 17일 - 오스카르 메리칸토의 오페라 《엘리나의 죽음》이 헬싱키에서 초연하였다.
- 11월 28일 - 하와이 동포 이내수가 본국의 최사라와 처음으로 사진 결혼을 진행했다.
- 12월 13일 - 스즈키 우메타로, 비타민을 발견한 것을 발표.

## 탄생

### 1월
- 1월 3일 - 대한민국의 정치인 유승준. (~1983년)
- 1월 17일 - 조선민주주의인민공화국의 소설가 박태원. (~1986년)
- 1월 19일
  - 대한민국의 화가 김인승. (~2001년)
  - 대한민국의 언론인 김상만. (~1994년)
- 1월 24일 - 일제 강점기와 대한민국의 언론인, 기업인, 정치인 이원영. (~1985년)
- 1월 26일 - 대한민국의 최초의 전투기 조종사 이정희. (~?)

### 2월
- 2월 5일 - 아르헨티나의 축구 선수 프란시스코 바라요. (~2010년)
- 2월 12일 - 대한민국의 기업가, 삼성그룹 창립자 이병철. (~1987년)

### 3월
- 3월 4일 - 브라질의 제30대 대통령 탕크레두 네베스. (~1985년)
- 3월 5일
  - 대한만국의 시인 모윤숙. (~1990년)
  - 일본의 기업가 안도 모모후쿠. (~2007년)
- 3월 8일 - 미국의 배우 클레어 트레버. (~2000년)
- 3월 12일
  - 헝가리의 추기경 레커이 라슬로. (~1986년)
  - 일본의 정치인 오히라 마사요시. (~1980년)
- 3월 20일 - 북한의 군인, 정치인 김일. (~1984년)
- 3월 23일 - 일본의 영화 감독 구로사와 아키라. (~1998년)
- 3월 25일 - 대한민국의 법조 출신 정치인 정진동. (~1999년)

### 4월
- 4월 8일 - 대한민국의 영화배우 김염. (~1983년)
- 4월 10일 - 대한민국의 서양화가 박영선. (~1994년)

### 5월
- 5월 5일 - 네덜란드의 동화 작가 레오 리오니. (~1999년)
- 5월 12일 - 영국의 화학자 도러시 호지킨. (~1994년)
- 5월 19일 - 간디를 살해한 힌두교도 나투람 고드세. (~1949년)
- 5월 29일 - 대한민국의 시인 겸 수필가 피천득. (~2007년)

### 6월
- 6월 17일 - 대한민국의 정치인 김원규. (~1988년)
- 6월 22일 - 영국의 산악인 존 헌트. (~1998년)

### 7월
- 7월 3일 - 일제 강점기의 언론인 손지환. (~?)
- 7월 4일 - 미국의 영화배우 타이타닉 글로리아 스튜어트. (~2010년)
- 7월 10일 - 대한민국의 정치인 이정우. (~1991년)
- 7월 14일 - 미국의 애니메이터 윌리엄 해나. (~2001년)
- 7월 22일 - 미국의 애니메이터, 예술가, 사진 작가 루시 톰슨. (~2021년)
- 7월 25일 - 대한민국의 축구 선수, 축구 감독 김용식. (~1985년)

### 8월
- 8월 10일
  - 대한민국의 정치인 나희집. (~1978년)
  - 일제 강점기와 대한민국의 관료 김성환. (~1989년)
- 8월 23일 - 이탈리아의 축구 선수 주세페 메아차. (~1979년)
- 8월 26일 - 인도의 로마 가톨릭교회 수녀 테레사 수녀. (~1997년)

### 9월
- 9월 3일 - 북한의 배우 심영. (~1971년)
- 9월 23일 - 대한민국의 작가 이상. (~1937년)

### 10월
- 10월 5일 - 대한민국의 독립운동가 유평파. (~1947년)
- 10월 6일 - 대한민국 기업가 박두병. (~1973년)
- 10월 8일 - 미국의 야구 선수 월리 모지스. (~1990년)
- 10월 12일 - 미국의 경제학자 찰스 킨들버거. (~2003년)
- 10월 15일 - 미국의 역사가 에드윈 라이샤워. (~1990년)
- 10월 19일 - 인도의 천체물리학자 수브라마니안 찬드라세카르. (~1995년)
- 10월 27일 - 캐나다 출신 미국의 배우 잭 카슨. (~1963년)

### 11월
- 11월 9일 - 대한민국의 작곡가, 교수 김성태. (~2012년)

### 12월
- 12월 19일 - 프랑스의 시인, 소설가 장 주네. (~1986년)
- 12월 23일 - 제2차 세계대전 당시 독일의 군인 쿠르트 마이어. (~1961년)
- 12월 24일 - 미국의 작가 프리츠 라이버. (~1992년)
- 12월 28일 - 대한민국의 기업인 김순흥. (~1981년)

### 미상
- 일제 강점기의 음악평론가 김관. (~1946년)
- 일제 강점기의 법조인 김창모. (~?)

## 사망

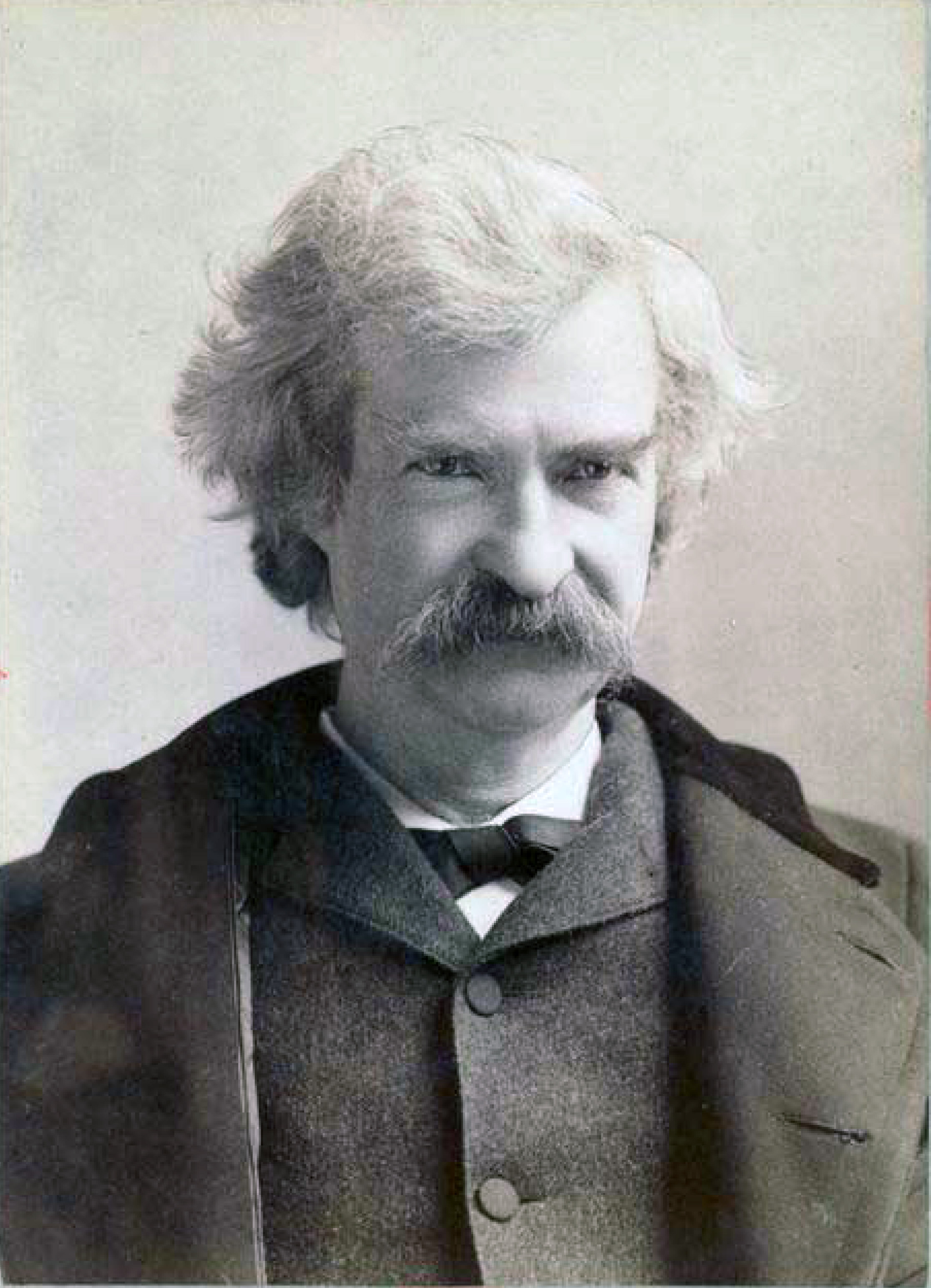
마크 트웨인

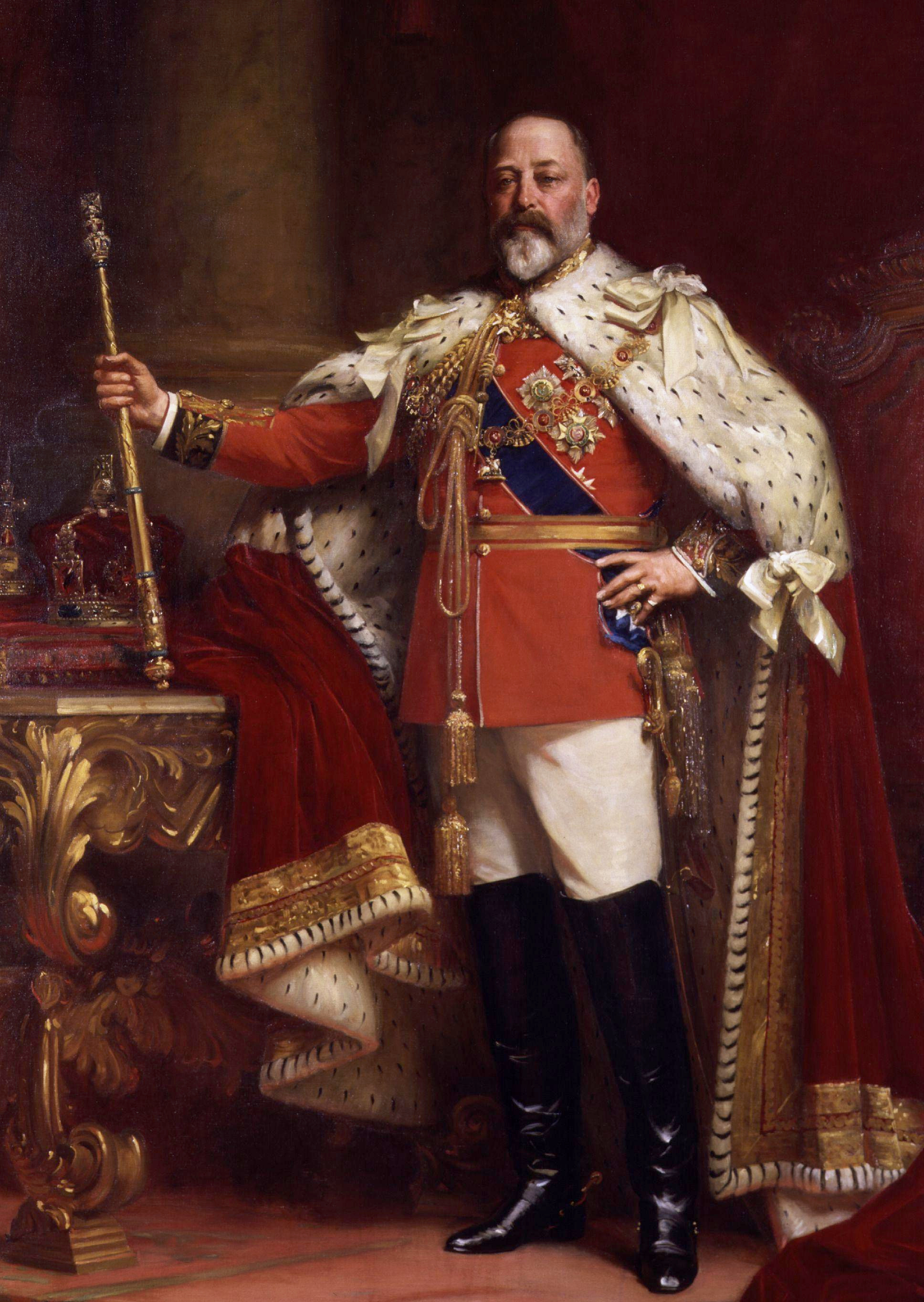
에드워드 7세

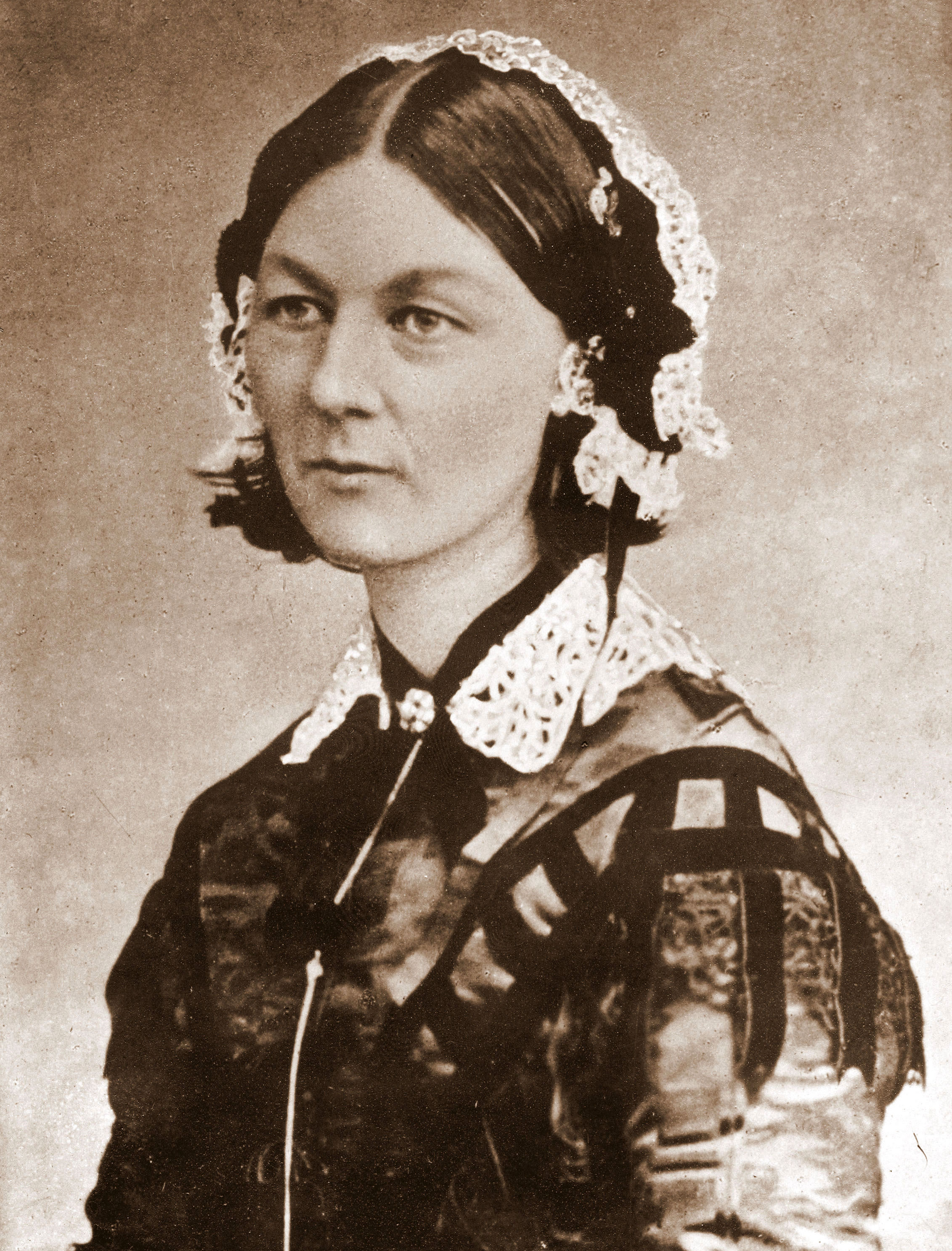
플로렌스 나이팅게일

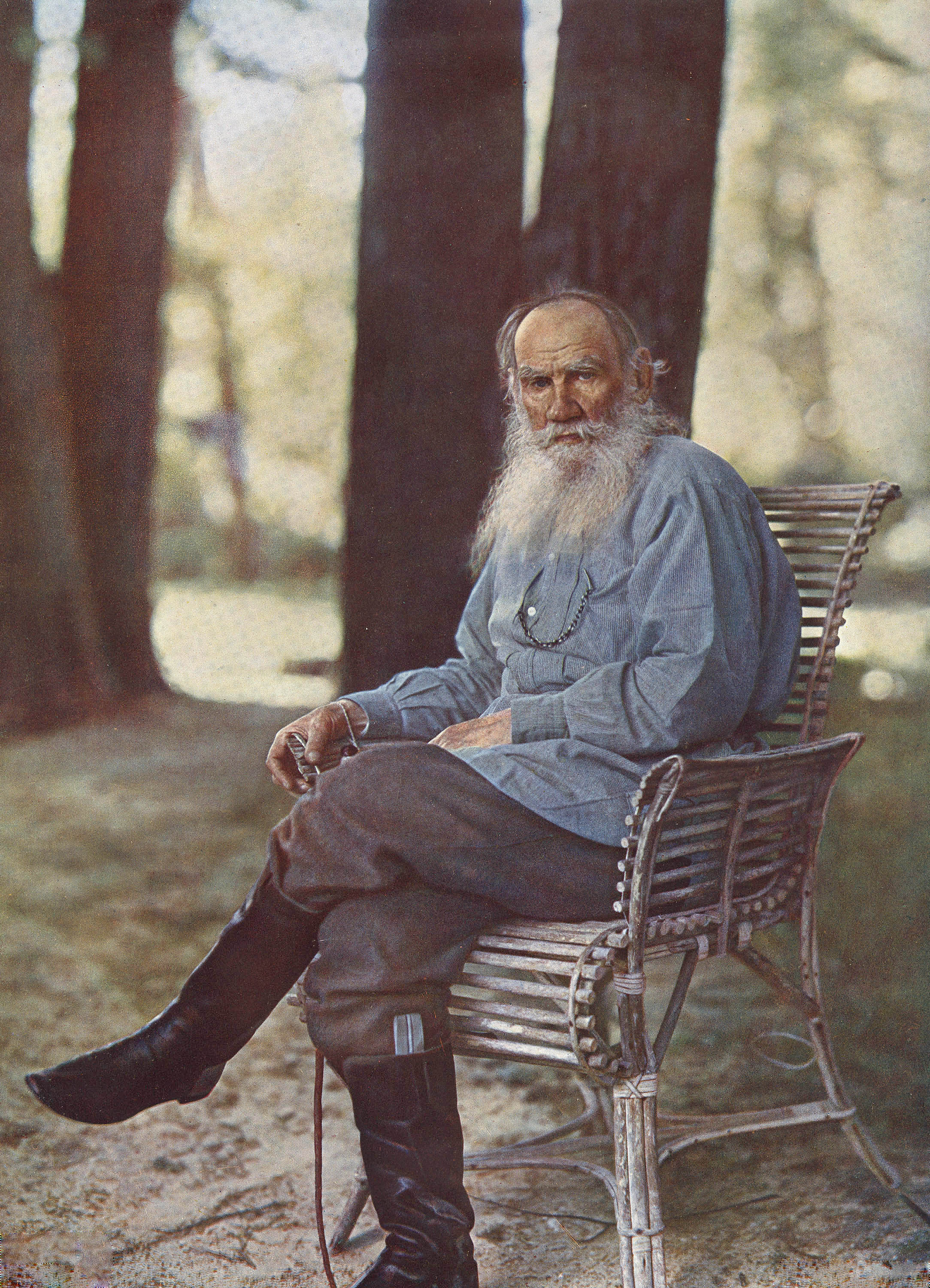
레프 톨스토이

- 3월 26일 - 대한민국의 독립운동가, 대한의군참모중장, 특파독립대장 교육가 안중근. (1879년~)
- 4월 21일 - 미국의 소설가 마크 트웨인. (1835년~)
- 5월 6일 - 영국의 국왕 에드워드 7세. (1841년~)
- 8월 13일 - 영국의 간호사, 작가 플로렌스 나이팅게일. (1820년~)
- 11월 20일 - 러시아의 소설가 레프 톨스토이. (1828년~)

## 노벨상
- 물리학상 - 요하네스 디데릭 판 데르 발스 (네덜란드)
- 화학상 - 오토 발라흐 (독일)
- 생리학·의학상 - 알브레히트 코셀 (독일)
- 평화상 - 국제평화국 (스위스)
- 문학상 - 파울 요한 루트비히 폰 하이제 (독일)

## 달력
| 1월 |    |    |    |    |    |    |
| 일  | 월 | 화 | 수 | 목 | 금 | 토 |
|     |    |    |    |    |    | 1  |
| 2   | 3  | 4  | 5  | 6  | 7  | 8  |
| 9   | 10 | 11 | 12 | 13 | 14 | 15 |
| 16  | 17 | 18 | 19 | 20 | 21 | 22 |
| 23  | 24 | 25 | 26 | 27 | 28 | 29 |
| 30  | 31 |    |    |    |    |    |

| 2월 |    |    |    |    |    |    |
| 일  | 월 | 화 | 수 | 목 | 금 | 토 |
|     |    | 1  | 2  | 3  | 4  | 5  |
| 6   | 7  | 8  | 9  | 10 | 11 | 12 |
| 13  | 14 | 15 | 16 | 17 | 18 | 19 |
| 20  | 21 | 22 | 23 | 24 | 25 | 26 |
| 27  | 28 |    |    |    |    |    |

| 3월 |    |    |    |    |    |    |
| 일  | 월 | 화 | 수 | 목 | 금 | 토 |
|     |    | 1  | 2  | 3  | 4  | 5  |
| 6   | 7  | 8  | 9  | 10 | 11 | 12 |
| 13  | 14 | 15 | 16 | 17 | 18 | 19 |
| 20  | 21 | 22 | 23 | 24 | 25 | 26 |
| 27  | 28 | 29 | 30 | 31 |    |    |

| 4월 |    |    |    |    |    |    |
| 일  | 월 | 화 | 수 | 목 | 금 | 토 |
|     |    |    |    |    | 1  | 2  |
| 3   | 4  | 5  | 6  | 7  | 8  | 9  |
| 10  | 11 | 12 | 13 | 14 | 15 | 16 |
| 17  | 18 | 19 | 20 | 21 | 22 | 23 |
| 24  | 25 | 26 | 27 | 28 | 29 | 30 |

| 5월 |    |    |    |    |    |    |
| 일  | 월 | 화 | 수 | 목 | 금 | 토 |
| 1   | 2  | 3  | 4  | 5  | 6  | 7  |
| 8   | 9  | 10 | 11 | 12 | 13 | 14 |
| 15  | 16 | 17 | 18 | 19 | 20 | 21 |
| 22  | 23 | 24 | 25 | 26 | 27 | 28 |
| 29  | 30 | 31 |    |    |    |    |

| 6월 |    |    |    |    |    |    |
| 일  | 월 | 화 | 수 | 목 | 금 | 토 |
|     |    |    | 1  | 2  | 3  | 4  |
| 5   | 6  | 7  | 8  | 9  | 10 | 11 |
| 12  | 13 | 14 | 15 | 16 | 17 | 18 |
| 19  | 20 | 21 | 22 | 23 | 24 | 25 |
| 26  | 27 | 28 | 29 | 30 |    |    |

| 7월 |    |    |    |    |    |    |
| 일  | 월 | 화 | 수 | 목 | 금 | 토 |
|     |    |    |    |    | 1  | 2  |
| 3   | 4  | 5  | 6  | 7  | 8  | 9  |
| 10  | 11 | 12 | 13 | 14 | 15 | 16 |
| 17  | 18 | 19 | 20 | 21 | 22 | 23 |
| 24  | 25 | 26 | 27 | 28 | 29 | 30 |
| 31  |    |    |    |    |    |    |

| 8월 |    |    |    |    |    |    |
| 일  | 월 | 화 | 수 | 목 | 금 | 토 |
|     | 1  | 2  | 3  | 4  | 5  | 6  |
| 7   | 8  | 9  | 10 | 11 | 12 | 13 |
| 14  | 15 | 16 | 17 | 18 | 19 | 20 |
| 21  | 22 | 23 | 24 | 25 | 26 | 27 |
| 28  | 29 | 30 | 31 |    |    |    |

| 9월 |    |    |    |    |    |    |
| 일  | 월 | 화 | 수 | 목 | 금 | 토 |
|     |    |    |    | 1  | 2  | 3  |
| 4   | 5  | 6  | 7  | 8  | 9  | 10 |
| 11  | 12 | 13 | 14 | 15 | 16 | 17 |
| 18  | 19 | 20 | 21 | 22 | 23 | 24 |
| 25  | 26 | 27 | 28 | 29 | 30 |    |

| 10월 |    |    |    |    |    |    |
| 일   | 월 | 화 | 수 | 목 | 금 | 토 |
|      |    |    |    |    |    | 1  |
| 2    | 3  | 4  | 5  | 6  | 7  | 8  |
| 9    | 10 | 11 | 12 | 13 | 14 | 15 |
| 16   | 17 | 18 | 19 | 20 | 21 | 22 |
| 23   | 24 | 25 | 26 | 27 | 28 | 29 |
| 30   | 31 |    |    |    |    |    |

| 11월 |    |    |    |    |    |    |
| 일   | 월 | 화 | 수 | 목 | 금 | 토 |
|      |    | 1  | 2  | 3  | 4  | 5  |
| 6    | 7  | 8  | 9  | 10 | 11 | 12 |
| 13   | 14 | 15 | 16 | 17 | 18 | 19 |
| 20   | 21 | 22 | 23 | 24 | 25 | 26 |
| 27   | 28 | 29 | 30 |    |    |    |

| 12월 |    |    |    |    |    |    |
| 일   | 월 | 화 | 수 | 목 | 금 | 토 |
|      |    |    |    | 1  | 2  | 3  |
| 4    | 5  | 6  | 7  | 8  | 9  | 10 |
| 11   | 12 | 13 | 14 | 15 | 16 | 17 |
| 18   | 19 | 20 | 21 | 22 | 23 | 24 |
| 25   | 26 | 27 | 28 | 29 | 30 | 31 |

### 음양력 대조 일람
| 음력월 | 월건 | 대소 | 음력 1일의 양력 월일 | 음력 1일 간지 |
| ------ | ---- | ---- | -------------------- | ------------- |
| 1월    | 무인 | 소   | 2월 10일             | 병오          |
| 2월    | 기묘 | 대   | 3월 11일             | 을해          |
| 3월    | 경진 | 소   | 4월 10일             | 을사          |
| 4월    | 신사 | 소   | 5월 9일              | 갑술          |
| 5월    | 임오 | 대   | 6월 7일              | 계묘          |
| 6월    | 계미 | 소   | 7월 7일              | 계유          |
| 7월    | 갑신 | 대   | 8월 5일              | 임인          |
| 8월    | 을유 | 소   | 9월 4일              | 임신          |
| 9월    | 병술 | 대   | 10월 3일             | 신축          |
| 10월   | 정해 | 대   | 11월 2일             | 신미          |
| 11월   | 무자 | 대   | 12월 2일             | 신축          |
| 12월   | 기축 | 소   | 1911년 1월 1일       | 신미          |